# 穆西-韦尔讷伊
穆西-韦尔讷伊（法語：Moussy-Verneuil，法語發音：[musi vɛʁnœj]）是法国上法蘭西大區埃纳省的一个市镇，属于拉昂区。该市镇于1923年由原市镇埃纳河畔穆西（Moussy-sur-Aisne）和韦尔讷伊库尔托讷（Verneuil-Courtonne）合并而成。

## 地理
穆西-韦尔讷伊（49°24'57"N, 3°38'3"E）面积6.43 平方千米，位于法国上法蘭西大區埃纳省，该省份为法国北部内陆省份，北起北部省，西接索姆省和瓦兹省，东临阿登省和马恩省，西南至塞纳-马恩省，东北部与比利时接壤。
与穆西-韦尔讷伊接壤的市镇（或旧市镇、城区）包括：布尔和科曼、布赖昂洛努瓦、蓬塔尔西、苏皮尔、旺德雷斯-博尔讷。

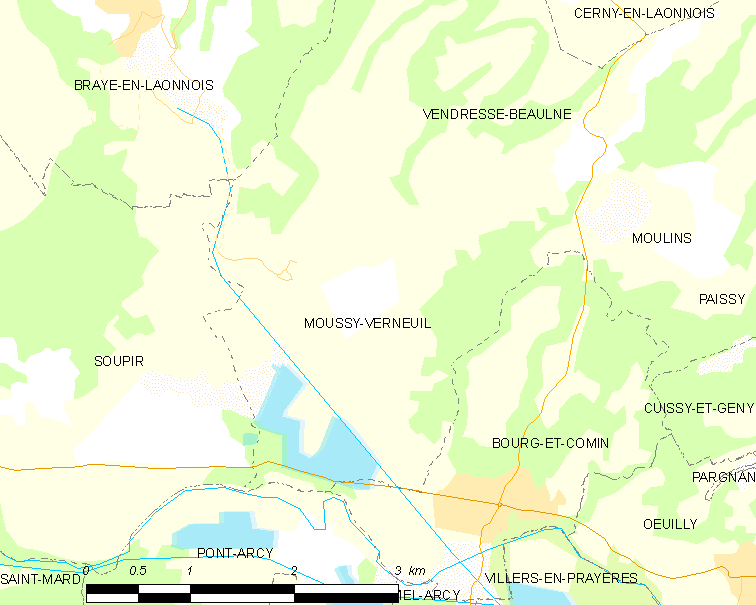
穆西-韦尔讷伊的OSM定位图

穆西-韦尔讷伊的时区为UTC+01:00、UTC+02:00（夏令时）。

## 行政
穆西-韦尔讷伊的邮政编码为02160，INSEE市镇编码为02531。

## 政治
穆西-韦尔讷伊所属的省级选区为埃纳河畔新城县。

## 人口

1962-2008年间穆西-韦尔讷伊人口变化图示

穆西-韦尔讷伊于2022年1月1日时的人口数量为139人。